# Simone Böhme
Pour les articles homonymes, voir Böhme.
Simone Böhme, née le 17 août 1991 à Randers, est une handballeuse internationale danoise évoluant au poste d'ailière droite.

## Biographie
Simone Böhme débute à dix-sept ans en première division danoise avec le club de Randers HK. Avec Randers, elle remporte la coupe EHF 2010 et le championnat du Danemark 2012. En 2012, elle rejoint Silkeborg-Voel KFUM pour gagner en temps de jeu. À compter de la saison 2015-2016, elle évolue au club danois de Viborg HK. En janvier 2017, elle rejoint les roumaines du CSM Bucarest, avec qui elle remporte le championnat de Roumanie 2017. Dès l'été 207, elle quitte la Roumanie pour s'engager avec le club hongrois de Siófok KC. Avec Siofok, elle remporte la coupe EHF 2019, après une victoire en finale face au club danois de Team Esbjerg.
En équipe nationale, elle fait ses débuts le 28 novembre 2014 face à la Norvège.

## Palmarès

### En club
compétitions internationales
- vainqueur de la coupe EHF en 2010 (avec Randers HK) et 2019 (avec Siófok KC)

compétitions nationales
- championne du Danemark en 2012 (avec Randers HK)
- championne de Roumanie en 2017 (avec CSM Bucarest)

### En sélection
Championnats du monde
- 6e place du championnat du monde 2017
- troisième du championnat du monde 2021